# 布唐库尔 (阿登省)
布唐库尔（法語：Boutancourt，法語發音：[butɑ̃kuʁ]）是法国大東部大區阿登省的一个旧市镇，属于沙勒维尔-梅济耶尔区。2019年，布唐库尔与市镇弗利兹、巴莱沃和比茨和埃朗合并为新的弗利兹。

## 地理
布唐库尔（49°41'3"N, 4°46'6"E）面积2.99 平方千米，位于法国大東部大區阿登省，该省份为法国北部内陆省份，西接埃纳省，南至马恩省，东临默兹省，北与比利时接壤。
与布唐库尔接壤的市镇（或旧市镇、城区）包括：栋勒梅尼勒、埃朗、埃特雷皮尼、弗利兹、萨波涅和弗谢尔。
布唐库尔的时区为UTC+01:00、UTC+02:00（夏令时）。

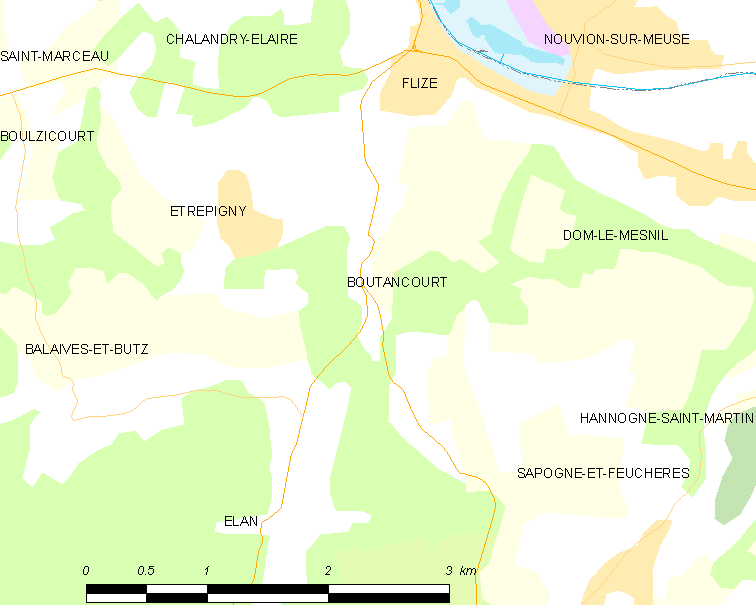
布唐库尔的OSM定位图

## 行政
布唐库尔的邮政编码为08160，INSEE市镇编码为08079。

## 政治
布唐库尔所属的省级选区为默兹河畔努维永县。

## 人口

1962-2008年间布唐库尔人口变化图示

布唐库尔于2018年1月1日时的人口数量为277人。